# Showmance
"Showmance" is de tweede aflevering van de Amerikaanse televisieserie Glee, die op 9 september 2009 in de Verenigde Staten voor het eerst door FOX werd uitgezonden. In de aflevering probeert de glee club (zangclub) nieuwe leden te werven voor een schooloptreden. In deze aflevering wordt ook kennisgemaakt met de twee belangrijkste driehoeksverhoudingen, die tussen Rachel (Lea Michele), Finn (Cory Monteith) en Quinn (Dianna Agron) en die tussen Emma (Jayma Mays), Will (Matthew Morrison) en Terri. De aflevering werd bekeken door 7,3 miljoen Amerikaanse huishoudens.

## Verhaal
Sue Sylvester, de coach van de cheerleaders van William McKinley High School (de Cheerios), brengt glee club-directeur Will Schuester ervan op de hoogte dat zijn zangclub twaalf leden moet hebben om mee te mogen doen aan de regionale korencompetitie. Will besluit hen te laten optreden tijdens een schoolbijeenkomst in de hoop nieuwe leden te werven. Rachel besluit zich bij de celibaatclub aan te sluiten, omdat zij verliefd is op Finn. Quinn en de andere leden proberen Rachel te pesten, maar als ze voor zichzelf opkomt, maakt ze een goede indruk op Finn. Rachel haalt de koorleden ertoe over hun liedje voor de bijeenkomst stiekem te veranderen in Push It van Salt-n-Pepa, zodat het publiek krijgt wat het eigenlijk wil: seks. Het lied wordt door de leerlingenraad gewaardeerd, maar klachten van ouders leiden ertoe dat de schooldirecteur, Figgins, een lijst van goedgekeurde liedjes samenstelt, waaruit in de toekomst zal moeten worden gekozen.

## Muziek
- Le Freak
- Gold Digger
- All by Myself
- Push It
- I Say a Little Prayer
- Take a Bow